# Edwin Aguilar
Pour les articles homonymes, voir Aguilar.
Edwin Enrique Aguilar Samaniego, né le 7 août 1985 à Panama, est un footballeur international panaméen, qui joue au poste d'attaquant au Tauro FC en LPF.

## Biographie

### Carrière en club
En août 2008, il s'engage avec le Karpaty Lviv pour un prêt payant de 80 mille dollars assorti d'une option d'achat de 500 mille dollars. Cependant, il a manqué son vol pour rejoindre l'Ukraine, et le club ukrainien annule le contrat du joueur.
Il dispute 93 matchs en première division vénézuélienne, inscrivant 44 buts, et 24 matchs en première division colombienne, marquant cinq buts. Le 24 novembre 2014, il est avec le club vénézuélien du Deportivo Anzoátegui, l'auteur d'un triplé sur la pelouse du Metropolitanos FC, avec pour résultat une très large victoire (0-7).
Il joue également six matchs en Copa Libertadores, pour un but inscrit, cinq matchs en Copa Sudamericana, pour deux buts inscrits, et quatorze matchs en Ligue des champions de la CONCACAF, pour sept buts inscrits.

### Carrière internationale
Avec les moins de 20 ans, il participe à la Coupe du monde des moins de 20 ans 2005, compétition organisée aux Pays-Bas. Lors du mondial junior, il joue trois matchs. Le Panama est éliminé au premier tour.
En octobre 2005, il est convoqué pour la première fois en équipe du Panama par le sélectionneur national José Hernández, pour des matchs des éliminatoires de la Coupe de monde 2006 contre le Trinité-et-Tobago et les États-Unis.
Le 8 octobre 2005, il honore sa première sélection contre le Trinité-et-Tobago. Lors de ce match, Edwin Aguilar entre à la 67e minute de la rencontre, à la place d'Anthony Basile. Le match se solde par une défaite 1-0 des Panaméens. Puis, le 31 janvier 2007, il inscrit son premier but en sélection contre le Trinité-et-Tobago, lors d'un match amical (victoire 2-1).
Alexandre Guimarães le convoque pour participer à la Gold Cup 2007. Il dispute aucune rencontre. Et, il participe à deux Copa Centroamericana en 2009 et 2011.
Il reçoit sa dernière sélection le 1er juin 2013 contre le Pérou, lors d'une défaite 2-1. Edwin Aguilar compte 30 sélections et 6 buts avec l'équipe du Panama entre 2005 et 2013.

## Palmarès

### En club
- Avec  Tauro FC
  - Champion du Panama en 2007 (ouverture) et 2012 (clôture)

### En sélection
- Vainqueur de la Copa Centroamericana en 2009

### Distinctions personnelles
- Élu meilleur buteur du Championnat du Panama en 2007 (ouverture) (14 buts) et 2009 (ouverture) (18 buts)

## Statistiques

### Buts en sélection
Le tableau suivant liste les résultats de tous les buts inscrits par Edwin Aguilar avec l'équipe du Panama.